# صلاة الضحى
صلاة الضحى، وتسمى أيضاً: صلاة الأوابين هي صلاة تؤدى بعد ارتفاع الشمس قِيدَ رمح، وقيل بعد مضي ربع النهار.
وصلاة الضحى أحد أنواع صلاة النفل وحكمها أنها سنة مؤكدة عند الجمهور، خلافاً للقول بأنها مندوبة في مذهب أبي حنيفة. وأقلها ركعتان، وأوسطها أربع ركعات، وأفضلها ثمانِ ركعات، وأكثرها اثنتا عشرة ركعة.
أداها رسول الله عندما فتح مكة في بيت أم هاني بنت ابي طالب وعددها ثمان ركعات في تسليمة واحدة وظنها البعض أنها صلاة ضحى لأنها كانت وقت الضحى، قال ابن القيم: «ثم دخل دار أم هانئ بنت أبي طالب فاغتسل وصلى ثمان ركعات فظنها من ظنها أنه صلاة الضحى وإنما هذه صلاة الفتح وكان أمراء الإسلام إذا فتحوا حصنًا أو بلدًا صلوا عقيب الفتح هذه الصلاة اقتداءً بالرسول» وفي القصة ما يدل على أنها بسبب الفتح شكرًا لله عليه فإنها قالت: «مارأيته صلاها قبلها ولا بعدها» وقال ابن كثير في ذكر فتح المدائن (ثم تقدم - يعني سعد بن أبي وقاص إلى صدره - أي إيوان كسرى فصلى ثمان ركعات صلاة الفتح)

## أحاديث عنها
عن أبي هريرة رضي الله عنه قال: أَوْصَانِي خَلِيلِي بثَلَاثٍ لا أدَعُهُنَّ حتَّى أمُوتَ: صَوْمِ ثَلَاثَةِ أيَّامٍ مِن كُلِّ شَهْرٍ، وصَلَاةِ الضُّحَى، ونَوْمٍ علَى وِتْرٍ. . رواه البخاري.
عن أبي ذرّ الغفاري رضي الله عنه قال: قال رسول الله صلى الله عليه وسلم: يُصْبِحُ علَى كُلِّ سُلَامَى مِن أَحَدِكُمْ صَدَقَةٌ، فَكُلُّ تَسْبِيحَةٍ صَدَقَةٌ، وَكُلُّ تَحْمِيدَةٍ صَدَقَةٌ، وَكُلُّ تَهْلِيلَةٍ صَدَقَةٌ، وَكُلُّ تَكْبِيرَةٍ صَدَقَةٌ، وَأَمْرٌ بالمَعروفِ صَدَقَةٌ، وَنَهْيٌ عَنِ المُنْكَرِ صَدَقَةٌ، وَيُجْزِئُ مِن ذلكَ رَكْعَتَانِ يَرْكَعُهُما مِنَ الضُّحَى. رواه مسلم.
يقول النبي صلى الله عليه وسلم فيما يرويه عن رَبِّه جل جلاله: يقولُ اللهُ عزَّ وجلَّ: يا ابنَ آدمَ لا تُعجِزْني من أربعِ ركعاتٍ في أولِ نهارِك أكفِكَ آخرَهُ. رواه أبو داود.
قال رسول الله صلى الله عليه وسلم: من صلَّى الصبحَ في جماعةٍ، ثم قعد يذكرُ اللهَ حتى تطلعَ الشمسُ، ثم صلَّى ركعتَينِ، كانت له كأجرِ حَجَّةٍ وعمرةٍ قال: قال رسولُ اللهِ: (تامَّةً تامَّةً). رواه التّرمذي

## في السنة النبوية
حدثنا آدم حدثنا شعبة حدثنا عمرو بن مرة قال: سمعت عبد الرحمن بن أبي ليلى يقول: «ما حدثنا أحد أنه رأى النبي يصلي الضحى غير أم هانئ فإنها قالت إن النبي دخل بيتها يوم فتح مكة فاغتسل وصلى ثماني ركعات فلم أر صلاة قط أخف منها غير أنه يتم الركوع والسجود».

## عدد ركعاتها
أقل صلاة الضحى ركعتان. وأفضلها أربعُ ركعات مثنى مثنى، أو ثمانِ ركعات.
أخرج البخاري في صحيحه بسنده...قال: سمعت عبد الرحمن بن أبي ليلى يقول: «ما حدثنا أحدٌ أنه رأى النبي يصلي الضحى غير أم هانئ، فإنها قالت: إن النبي دخل بيتها يوم فتح مكة فاغتسل وصلى ثماني ركعات».
وعند الشافعي وعن أحمد بن حنبل أن أكثرها اثنتا عشرة ركعة.
وعن عائشة بنت أبي بكر عند مسلم: «كان يصلي الضحى أربعاً ويزيد ما شاء»، وعن نعيم بن همار قال: سمعت رسول الله يقول: «يقول الله: ابنَ آدم، لا تعجزني من أربع ركعات من أول نهارك أكفك آخره».
ويستحب أن تُصَلَّىٰ صلاةُ الضحى بسورتي الشمس والضحى، لحديث عقبةَ بنِ عامر قال: «أمرنا رسول الله صلى الله عليه وسلم أن نصلي الضحى بسور منها والشمس وضحاها والضحى».

## وقتها
من ارتفاع الشمس إلى قبيل الزوال، وبالتحديد عندما ترمض الفصال لحديث زيد بن أرقم أن رسول الله قال: «صلاة الأوابين حين ترمض الفصال». قال الامام النووي:ترمض بفتح التاء والميم، والرمضاء الرمل الذي اشتدت حرارته من الشمس.أي: حينَ تَحترِقُ أخفافُ الفِصالِ مِن شِدَّة حرِّ الرِّمالِ، فالرَّمضاءُ شِدَّةُ حرِّ الأرضِ مِن وَقعِ الشَّمسِ عليها، وَالفِصالُ جَمعُ فَصيلٍ، وَهيَ الصِّغارُ مِن وَلدِ الإبلِ، وخَصَّ صِغارَ الإبلِ هنا بالذِّكرِ؛ لأنَّها هي الَّتي تَرمَضُ قبْلَ انتهاءِ شِدَّةِ الحرِّ؛ لرِقَّةِ جُلودِ أخفافِها، فتَنفصِلُ عن أُمَّهاتِها عندَ ابتداءِ شِدَّةِ الحَرِّ فتَترُكُها، ويكونُ ذلك في آخِرِ الوقتِ، فالصَّلاةُ في هذا الوَقتِ أفضلُ؛ لأنَّ النُّفوسَ تَميلُ في هذا التَّوقيتِ إلى الرَّاحةِ والدَّعةِ، وهذه مِن الصَّلواتِ الَّتي يُسَنُّ تَأخيرُها.
وهي تبدأ من بعد شروق الشمس بربع ساعة، وينتهي وقتها قبل أذان الظهر بربع ساعة.

## حكمها
صلاة الضحى سنة مؤكدة عند جمهور العلماء، منهم الأئمة الثلاثة مالك والشافعي وأحمد بن حنبل، وعند أبي حنيفة مندوبة، قال النووي: (صلاة الضحى سنة مؤكدة، وهو مذهبنا ومذهب جمهور السلف، وبه قال الفقهاء المتأخرون كافة)، وقد استدل العلماء على سنيتها بعدة أحاديث منها:
عن أبي هريرة قال: «أوصاني خليلي بثلاث لا أدعهن حتى أموت: صوم ثلاثة أيام من كل شهر، وصلاة الضحى، ونوم على وتر». أخرجه البخاري ومسلم.
عن أبي الدرداء وأبي ذر (رضي الله عنهما) عن رسول الله: «عن الله تبارك وتعالى أنه قال: ابن آدم، اركع لي أربع ركعات من أول النهار أكفك آخره». (رواه الترمذي، الحديث رقم 475، ص 126).
عن أبي ذر عن النبي أنه قال: «يصبح على كل سلامى من أحدكم صدقة، فكل تسبيحة صدقة، وكل تحميدة صدقة، وكل تهليلة صدقة، وكل تكبيرة صدقة، وأمر بالمعروف صدقة، ونهي عن المنكر صدقة، ويجزئ من ذلك ركعتان يركعهما من الضحى».